# Mörtegöl (Vireda socken, Småland)
Mörtegöl är en sjö i Aneby kommun i Småland och ingår i Motala ströms huvudavrinningsområde.